# Thuidium urceolatum
Thuidium urceolatum là một loài Rêu trong họ Thuidiaceae. Loài này được Lorentz miêu tả khoa học đầu tiên năm 1864.